# 李懋楚
李懋楚，福建安溪人，明朝政治人物。选贡出身。
万历三十六年，擔任廣東廣州府永安縣知縣（現紫金縣知縣）。后由楊士化接任。